# Fuhlenau
Die Fuhlenau ist ein Quellfluss der Bünzau in Schleswig-Holstein.
Der Fluss hat eine Länge von über 8 km. Die Fuhlenau entspringt nordwestlich von Gnutz im Bargstedter Moor. Bei Innien vereinigt sie sich mit der längeren Buckener Au zur Bünzau.